# Kémo (vattendrag)
Kémo är ett vattendrag i Centralafrikanska republiken, ett biflöde till Oubangui, som tillsammans med källflödet Kouma är cirka 270 km långt. Det rinner genom prefekturen Kémo, i den sydvästra delen av landet, 110 km nordost om huvudstaden Bangui. Namnbytet från Kouma till Kémo sker vid sammanflödet med Tomi.